# 26 Tauri
26 Tauri är en gulvit stjärna i Oxens stjärnbild.
26 Tau har visuell magnitud +6,46 och befinner sig på ett avstånd av ungefär 245 ljusår.